# Sor (riu)
El Sor és un riu del sud de França que s'escola pels departaments del Tarn i l'Alta Garona. És un afluent de l'Agout a la riba esquerra i d'aquí les aigües van a parar a la Garona a través del riu Tarn.

## Geografia
El Sor és un afluent de l'Agout que el rep a Vilemur-sur-Agout al departament del Tarn. El Sort té un curs d'aigua de 61 km i drena una àrea de 380 km². Té la font a Arfons al costat del veïnat dels Escudiès, a 750 metres d'altitud, a la Muntanya Negra. Més avall rep les aigües de l'Aiguebelle i el llit s'eixampla als 5 metres. Després de rebre diferents cursos d'aigua, arriba a la Presa de Les Capmases on arriben els rierols Sénadou i la Saurette. A la sortida de la presa va baixant fins a la plana amb un desnivell de més de 300 metres en pocs quilòmetres, cosa que fa que hi hagi cascades, com la de Malamort al costat de Durfort. A la plana una part de les aigües van a parar al Canal del Migdia, el curs esdevé regular i rep altres afluents pel costat nord, els més importants són le Laudot, les Avaris, le Melzic, le Taurou, le Sant et le Bernazobre. El Sor rep la majoria dels afluents aquí, a la plana. A l'estiu la irrigació usa les aigües fins i tot fins a assecar-lo. El cabal d'aigua es mesura a Cambounet-sur-le-Sor i es fa servir també per captar aigua potable. El Sor és un riu relativament abundant i la Presa de Les Capmases ha permès regular les crescudes que eren freqüents, però amb un cabal massa explotat per l'agricultura.

## Departaments i ciutats que travessa
- Tarn : Durfort, Blan, Lescout, Soual, Cambounet-sur-le-Sor, Sémalens
- Alta Garona : Revèl

## Principals afluents
- le Taurou (12 km)
- le Laudot (18.2 km)
- le Lézérou (5 km)
- le Sant (18 km)
- le Bernazobre (33 km)